# Cerf cochon
Axis porcinus
Espèce
Statut de conservation UICN

 EN A2bcd : En danger
Statut CITES
Le Cerf cochon (Axis porcinus) est une petite espèce de cervidés du genre Axis.

## Description
Les individus de cette espèce peuvent avoir une taille au garrot comprise entre 61 et 70 cm tandis que la taille en longueur varie généralement entre 1,05 et 1,20 mètre, le tout pour une masse oscillant entre 30 et 50 kg.

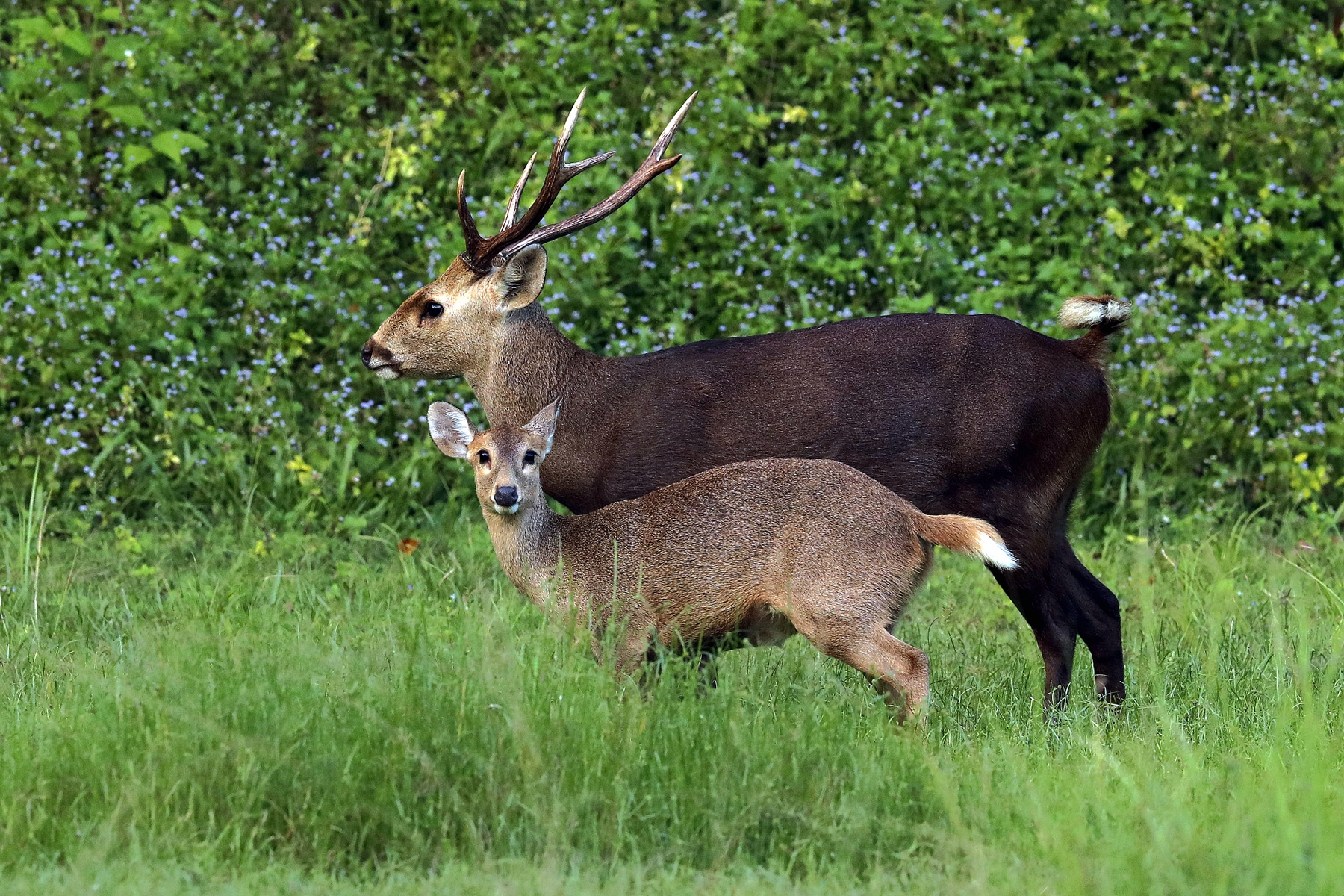
Mâle et femelle, sanctuaire de faune de Huai Kha Khaeng, Thaïlande

Les mâles ont des bois et les femelles n'ont pas de bois. Les femelles sont généralement moins grandes et moins lourdes que les mâles. Le pelage des femelles, d'un brun rougeâtre en été, prend des teintes plus sombres en hiver tandis que le pelage des mâles est brun peu importe la saison.

## Distribution
L'habitat du cerf cochon s'étend du Pakistan tout le long de la chaîne de l'Himalaya au sud-est asiatique. Il a également été introduit par les Européens en Australie.

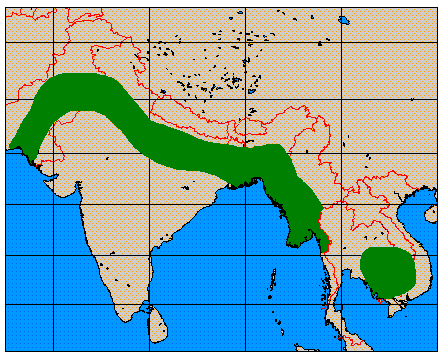
Aire de répartition du cerf cochon

## Habitat
Les habitats principaux du cerf cochon sont les roselières situées dans les plaines inondables et les hautes prairies. Cet animal préfère éviter les forêts et peut également vivre dans des zones agricoles.

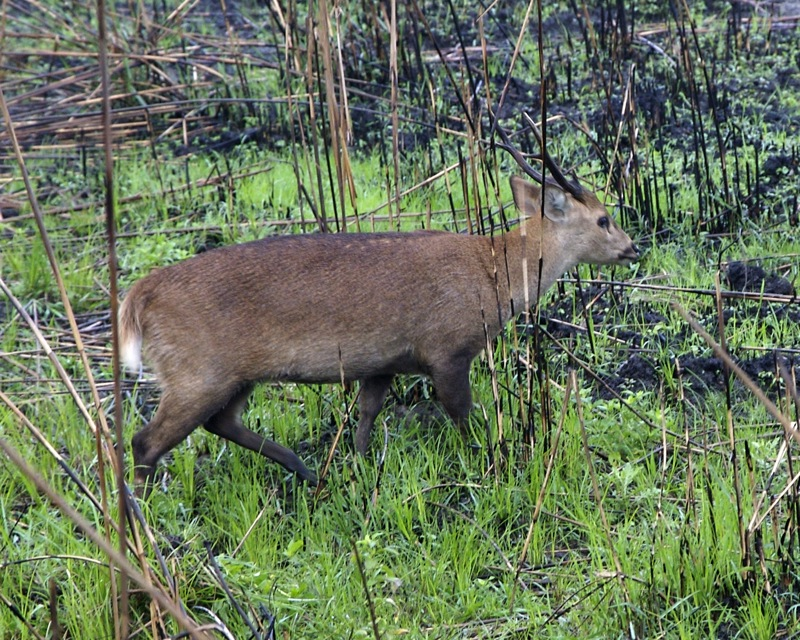
Cerf cochon dans une roselière

## Alimentation
Le cerf cochon se nourrit principalement d'herbes tendres et de feuilles qu'il mange durant les périodes les plus fraîches de la journée, afin de pouvoir digérer à l'ombre pendant les moments de la journée où la température est élevée.

## Reproduction
Les mâles courtisent et défendent une seule femelle à la fois et n'ont pas de harem.

## Menaces
Depuis la fin XXe siècle, cette espèce a subi un déclin de sa population de 50 %, et son aire de répartition a grandement diminué. Les principales causes de ce déclin sont la chasse intensive et la dégradation de son espace de vie.

## Prédateurs
Les prédateurs de cette espèce sont principalement les tigres, les dholes et les léopards. Parfois, la panthère nébuleuse et le python birman attaquent également les cerfs cochons.

## En captivité
Un programme de reproduction a été mis en place en Europe afin de préserver l'espèce et le 24 juin 2018, dans le parc animalier d'Auvergne, une naissance d'un cerf cochon a eu lieu,.

## Galerie

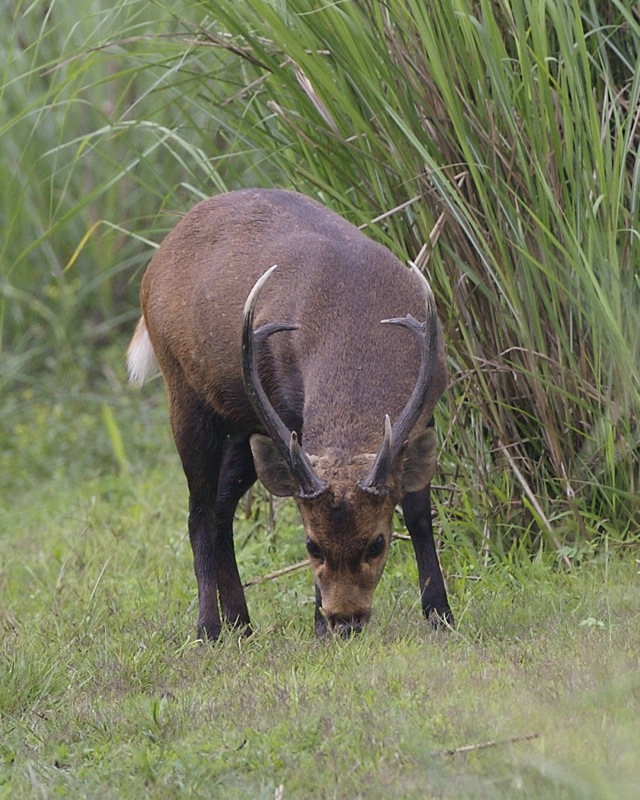
Cerf cochon mâle, parc national de Kaziranga, Inde
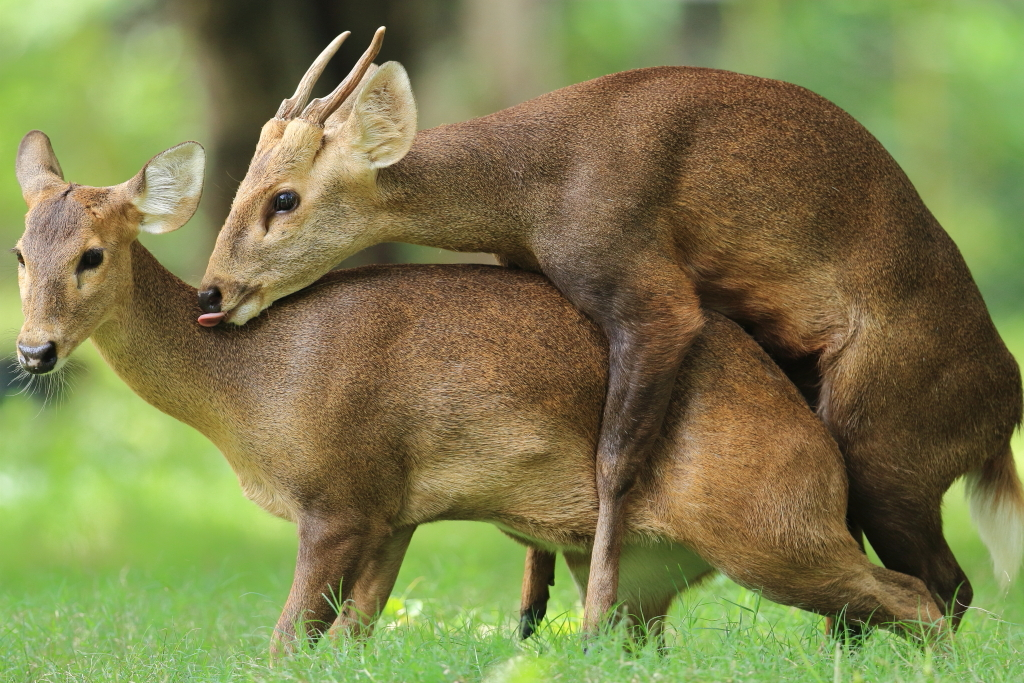
Union d'un cerf et d'une biche
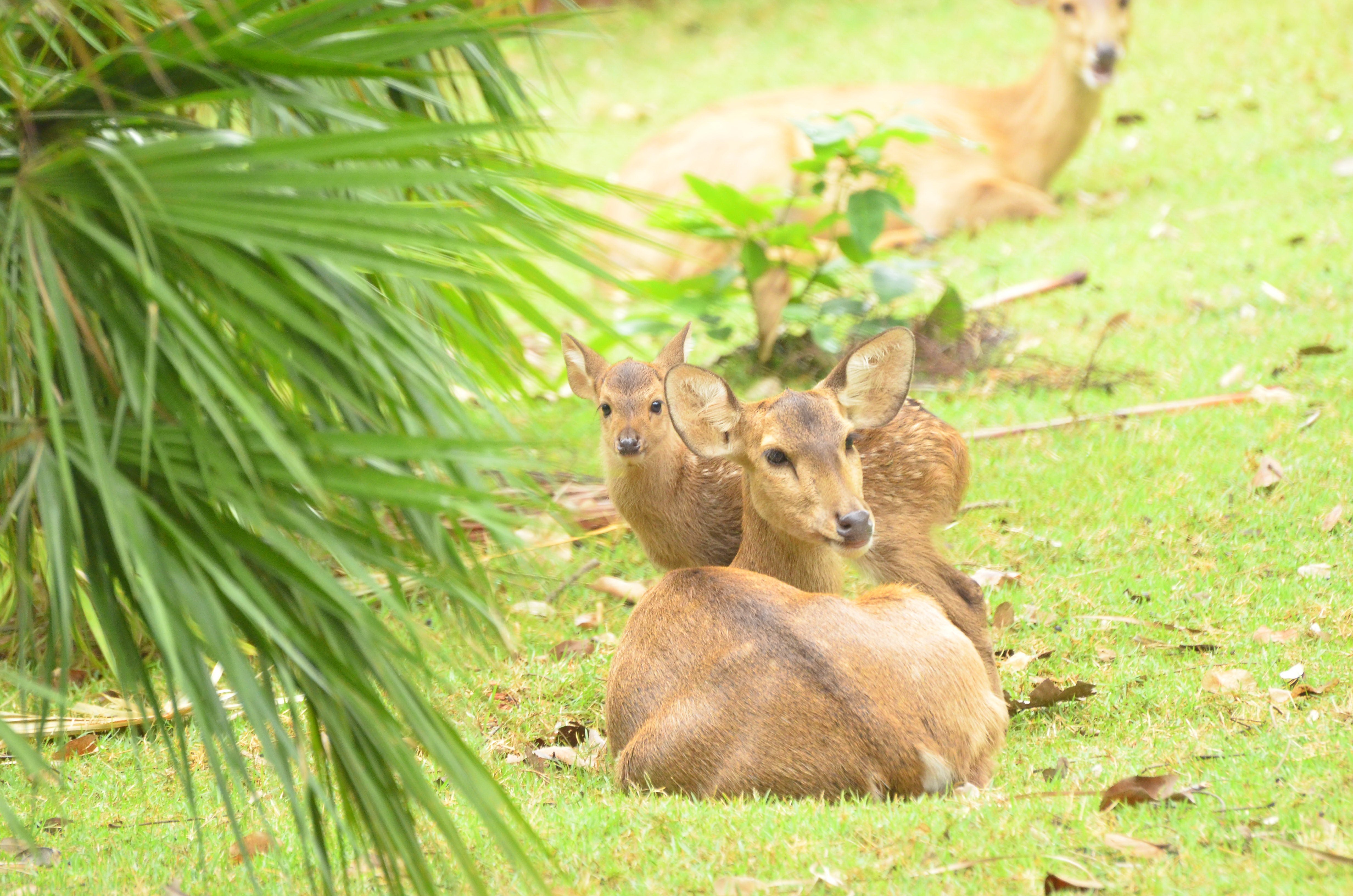
Biche et son faon
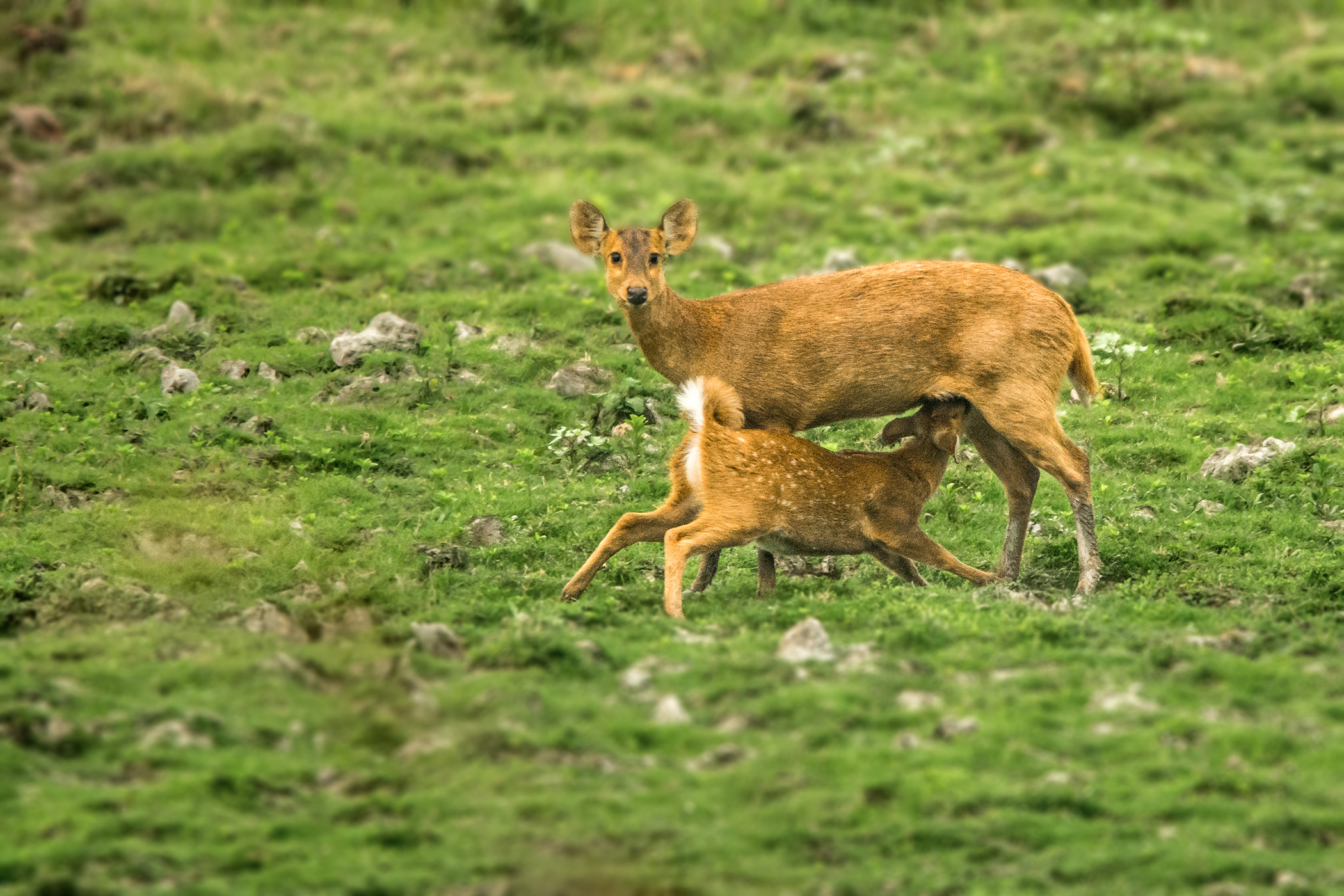
Biche allaitant son petit
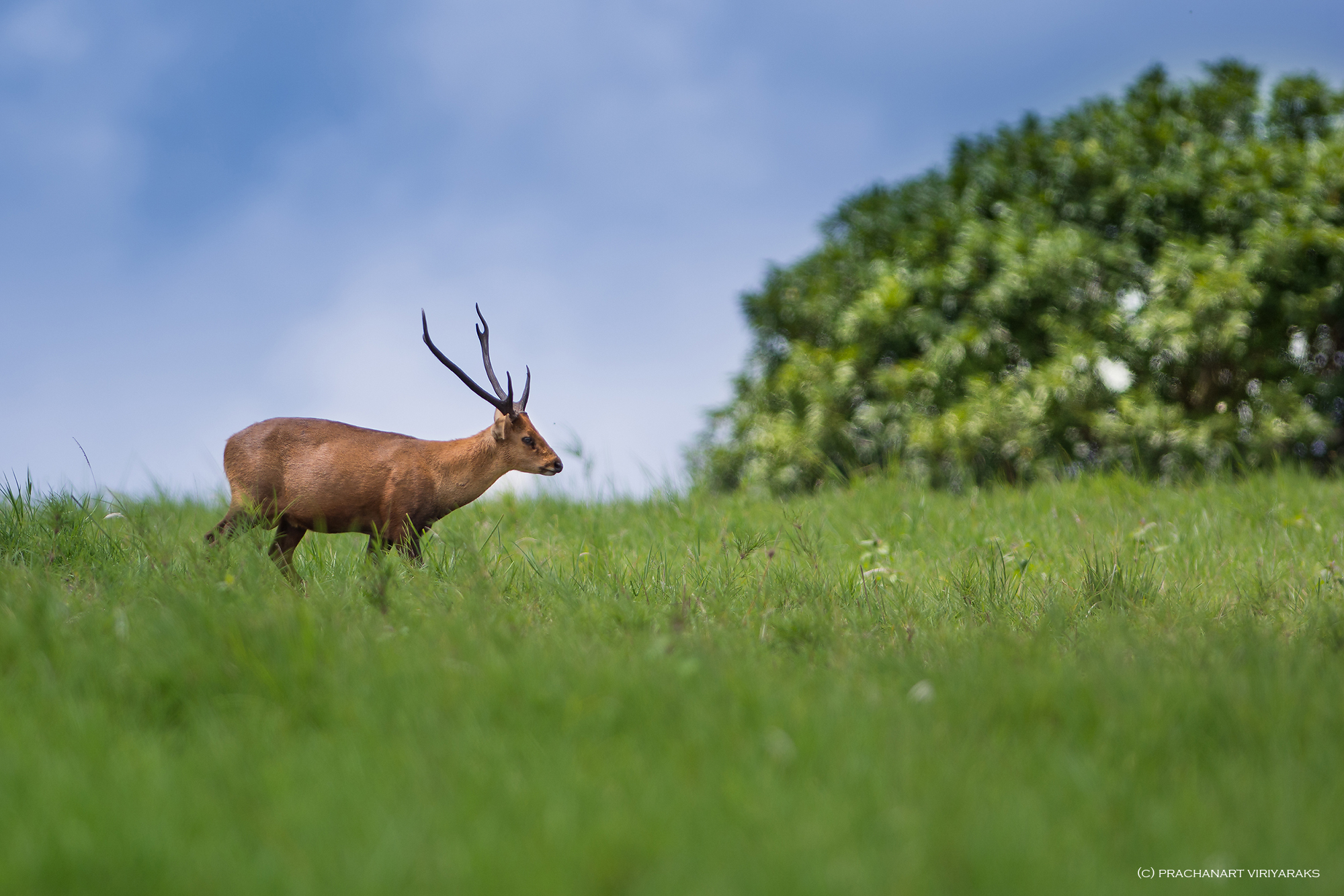
Cerf cochon mâle, sanctuaire de faune de Phu Khieo, Thaïlande